# 金田弘光
金田 弘光（かねだ ひろみつ、1934年 - ）は、経済学者。カリフォルニア大学デービス校名誉教授。大阪市生まれ。

## 経歴
1934年に大阪市に生まれる。同志社大学、アーモスト大学を卒業後、スタンフォード大学に進学し1963年に博士号を取得。同年にカリフォルニア大学デービス校に助教授として着任し、1968年に准教授（準教授）に、1973年に教授に昇任する。1994年に同校を定年退職となり、名誉教授となる。その間、イェール大学、パキスタン開発経済研究所、オーストラリア国立大学RSPS経済学部、アジア経済研究所、世界銀行で在外研究等を行う。1996年から同志社大学大学院アメリカ研究科教授を務めた。開発経済学が専門で、発展途上国の農業開発と経済発展の分野で貢献した。
経歴は科学技術振興機構所収の情報による。

### 学歴と職歴
- 1959年 アーモスト大学経済学部卒業
- 1963年 スタンフォード大学経済学部博士課程修了、Ph.D.取得
- 1963年-1968年 カリフォルニア大学デービス校経済学部助教授
- 1968年-1973年 カリフォルニア大学デービス校経済学部准教授
- 1973年-1994年 カリフォルニア大学デービス校経済学部教授
- 1996年- 同志社大学大学院アメリカ研究科教授

### 在外研究等
- 1959年-1961年 スタンフォード大学国際農業研究所研究助手
- 1961年-1962年 スタンフォード大学経済学部大学院研究助手
- 1966年-1967年 イェール大学経済成長研究所客員研究員
- 1968年-1969年 パキスタン開発経済研究所研究顧問
- 1969年 パキスタン開発経済研究所上級研究顧問代理
- 1972年 オーストラリア国立大学ＲＳＰＳ経済学部大学院客員フェロ－
- 1975年-1976年 世界銀行開発経済政策局開発経済部上級エコノミスト
- 1983年 アジア経済研究所客員研究員
- 1987年-1988年、1994年-1995年、1995年-1996年 同志社大学経済学部客員教授

## 著作

### 著書
- Agriculture and Economic Growth: Japan's Experience, 1970, Princeton University Press. (with Kazushi Ohkawa and Bruce F. Johnston) ISBN 9780691621272
- 『現代アメリカ経済論』（1989年、日本経済評論社、岡本登太郎・島田克美編、金田は第7章の「日米経済関係の現状と展望：1988年包括通商法をめぐって」を執筆）ISBN 978-4-8188-0266-7

### 主要学術論文
- "Substitution of Labor and Non-Labor Inputs and Technical Change in Japanese Agriculture." Review of Economics and Statistics, 1965, 47(2): 163-171.
- "The Sources and Rates of Productivity Gains in Japanese Agriculture, as Compared with the U.S. Experience." Journal of Farm Economics, 1967, 49(5): 1443-1451.
- "Regional Patterns of Technical Change in U.S. Agriculture, 1950–1963." American Journal of Agricultural Economics, 1967, 49(1): 199-212.
- "Links to the Green Revolution: A Study of Small-Scale, Agriculturally Related Industry in the Pakistan Punjab." Economic Development and Cultural Change, (with Frank C. Child) 1975, 23(2): 249-275.
- "Structural Change and Policy Response in Japanese Agriculture after the Land Reform." Economic Development and Cultural Change, 1980, 28(3): 469-486.
- "Agricultural Stagnation in the 1920's: A Macroeconomic Perspectives." Hitotsubashi Journal of Economics, 1988, 29(1): 37-57.